# Uverito (José Gregorio Monagas)
Pour les articles homonymes, voir Uverito.
Uverito est l'une des six divisions territoriales et statistiques dont l'une des cinq paroisses civiles de la municipalité de José Gregorio Monagas dans l'État d'Anzoátegui au Venezuela. Sa capitale est Uverito.

## Géographie

### Démographie
Hormis sa capitale Uverito, la paroisse civile possède plusieurs localités dont :
- El Puyazo
- El Puyazo Oeste
- La Esperanza
- Uverito